# Abimael Guzmán

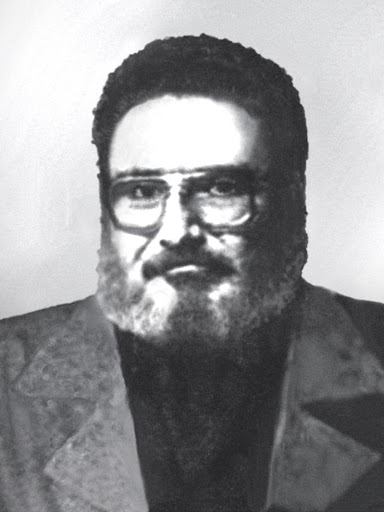
Abimael Guzmán

Abimael Guzmán (auch Presidente Gonzalo; * 3. Dezember 1934 in Mollendo; † 11. September 2021 in Callao) war ein peruanischer Guerrillero und Anführer der maoistischen Terrororganisation „Leuchtender Pfad“ (Sendero Luminoso).

## Leben

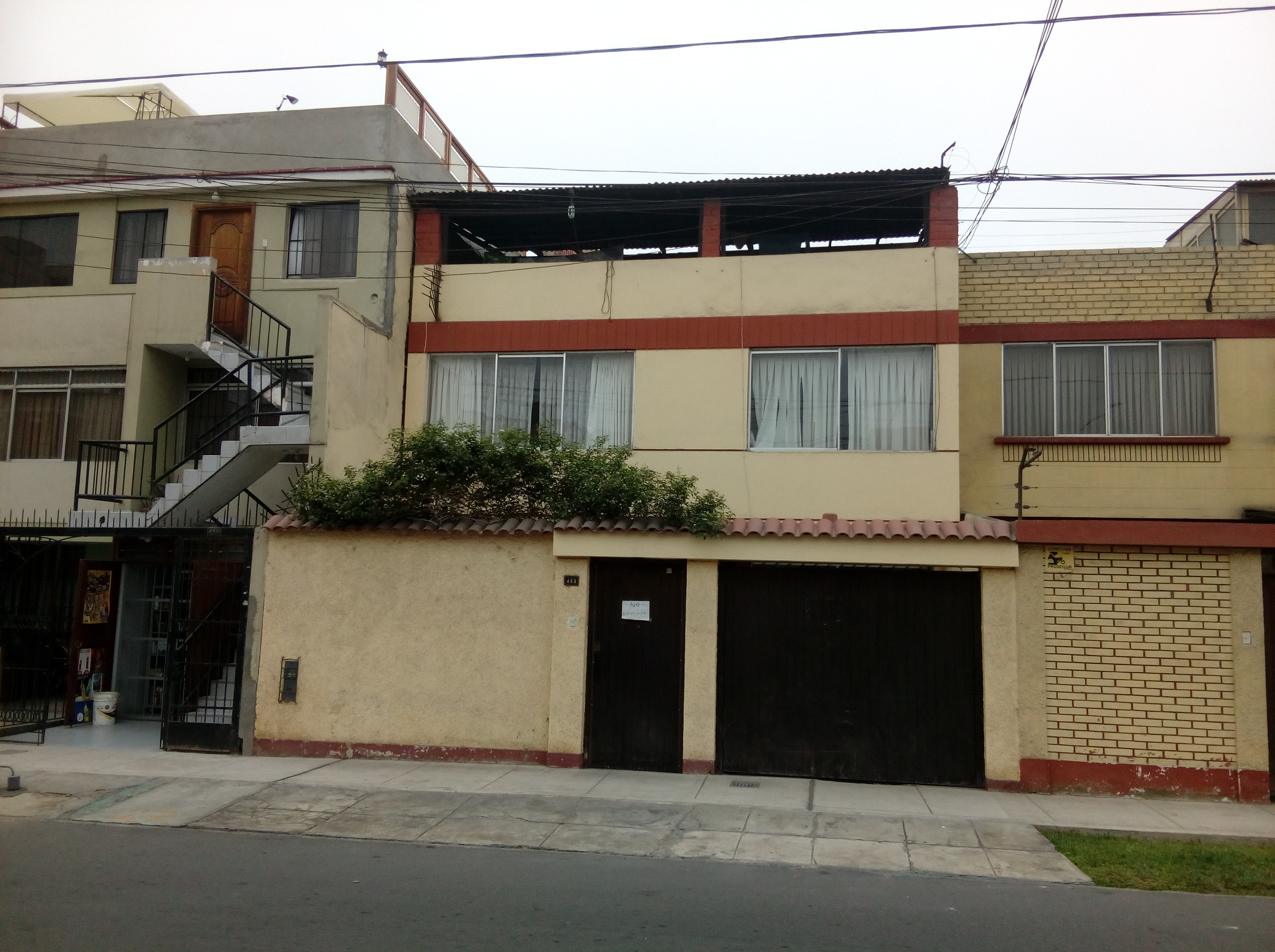
Festnahmehaus im Distrikt Surquillo

Guzmán studierte Rechtswissenschaften und Philosophie in Arequipa und wurde 1962 als Professor für Philosophie an die Universität von Ayacucho (Universidad Nacional de San Cristóbal de Huamanga) berufen. Beeinflusst von der marxistischen Theorie José Carlos Mariáteguis ging Guzmán Mitte der 1970er Jahre in den Untergrund und wurde Anführer der Guerillabewegung „Leuchtender Pfad“, einer maoistischen Abspaltung des Partido Comunista Peruano an der Universität von San Cristóbal de Huamanga im peruanischen Departamento Ayacucho. Die Guerillaaktivitäten der Gruppe lösten über zehn Jahre andauernde bürgerkriegsähnliche Konflikte in Peru aus, die fast 70.000 Menschen das Leben kosteten, darunter mehrheitlich Angehörige der quechuasprachigen Landbevölkerung. In der zweiten Hälfte der 1980er Jahre und Anfang der 1990er Jahre kontrollierte der „Leuchtende Pfad“ große Teile Perus. Guzmán befahl einen gnadenlosen Krieg gegen die Bauern, die sich weigerten, sich dem Sendero anzuschließen. Im Süden des Departamento Ayacucho ließ er deshalb Tausende von Bauern, ihre Frauen und Kinder hinrichten, am 16. Juli 1984 allein 117 im Dorf Soras. Guzmán ging es darum, Terror (lateinisch terror „Schrecken“, „Entsetzen“) zu verbreiten. Das Massaker in Lucanamarca am 3. April 1983, bei dem der Sendero 69 Bauern und Bäuerinnen ermordete, rechtfertigte Guzmán mit der Bemerkung: „Sie müssen vor allem verstehen, dass wir eine harte Nuss sind, zu allem bereit.“
Erst während der Präsidentschaft Alberto Fujimoris geriet der Leuchtende Pfad zunehmend in die Defensive. Guzmán wurde schließlich am 12. September 1992 in Lima gefasst. Die Dirección contra el terrorismo (DIRCOTE) hatte damit begonnen, mehrere Wohnhäuser in Lima zu durchsuchen, weil die Agenten vermuteten, dass Terroristen sie als Unterschlupf nutzten. Eines dieser Häuser im Nobelviertel Distrikt Surquillo war als Ballettstudio genutzt worden. Die DIRCOTE-Agenten durchsuchten routinemäßig den Müll, der aus dem Haus gebracht wurde. Angeblich wurde das Haus nur von einer Tanzlehrerin bewohnt, aber es wurde festgestellt, dass der Haushalt mehr Müll produzierte, als eine Person verursachen konnte. Außerdem fanden die Ermittler weggeworfene Cremetuben zur Behandlung von Schuppenflechte, einer Krankheit, von der bekannt war, dass Guzmán daran litt. Am 12. September 1992 führte eine Eliteeinheit der DIRCOTE eine Razzia im Haus durch. Im zweiten Stock des Hauses fanden sie Guzmán und acht weitere Personen, darunter Laura Zambrano und Elena Iparraguirre, Guzmáns Lebensgefährtin, und nahmen sie fest. Bei der Festnahme beschlagnahmte die Polizei Guzmáns Computer, auf dem sie ein sehr detailliertes Verzeichnis seiner Streitkräfte und der Waffen fand, über die jedes Regiment, jede Miliz und jeder Stützpunkt in jeder Region des Landes verfügte. Guzmán hatte aufgezeichnet, dass der Leuchtende Pfad 1990 über 23.430 Mitglieder verfügte, die mit etwa 235 Revolvern, 500 Gewehren und 300 Stück anderem militärischem Gerät bewaffnet waren. Der Leuchtende Pfad blieb auch nach der Verhaftung von Guzmán aktiv.
Guzmán wurde von einem Gericht zu lebenslanger Haft verurteilt. Er saß im Gefängnis auf einer Militärbasis in Callao. 1993 rief Guzmán im Fernsehen zum Frieden zwischen dem „Leuchtenden Pfad“ und der Regierung auf, was aber nur von einem Teil der Guerillabewegung akzeptiert wurde. Im Mai 2004 trat Guzmán mit einigen Gesinnungsgenossen in der Haft in einen Hungerstreik, um gegen die Haftbedingungen in peruanischen Gefängnissen zu protestieren.
Am 14. Oktober 2006 wurde Guzmán vom Nationalen Strafgericht in Lima wegen Terrorismus gegen die peruanische Regierung zu lebenslanger Haft verurteilt. Außerdem musste er eine Geldstrafe in Höhe von mehr als 61.000 Euro zahlen, die an die Familienangehörigen des Massakers von Lucanamarca gehen, bei dem 1983 der Sendero Luminoso 69 Bauern mit Macheten ermordete, darunter 20 Kinder.
2010 heiratete Guzmán im Gefängnis seine langjährige Lebensgefährtin, die ebenfalls inhaftierte Vizechefin des Sendero Luminoso, Elena Iparraguirre.
Guzmán war bis zu seinem Tod am 11. September 2021 im Hochsicherheitsgefängnis des Marinestützpunkts von Callao inhaftiert.